# Basses del Ruf
Basses del Ruf är en träsk i Andorra. Den ligger i parroquian La Massana, i den västra delen av landet. Den högsta punkten i närheten är 2 830 meter över havet, 1,0 kilometer nordväst om Basses del Ruf.
I trakten runt Basses del Ruf finns i huvudsak gräsmarker.